# Lichaam (Belgisch recht)
Het lichaam is in het Belgisch recht een extra-patrimoniaal of niet-vermogensrechtelijk goed en tevens, naast het leven, het kenmerk dat de natuurlijke persoon onderscheidt van de rechtspersoon. 
Het lichaam is in principe niet in de handel, kan niet het voorwerp uitmaken van een overeenkomst ten bezwarende titel en is niet overdraagbaar naar aanleiding van overlijden. Men kan uiteraard wel beschikken over het lichaam om niet, zoals voor orgaandonatie, of bloedgeven.
Voorts is het lichaam juridisch onschendbaar. Het wordt beschermd tegen zowel aantasting door derden als tegen aantasting door de persoon zelf. Niettegenstaande het vorige, kan heeft men in zekere mate enige beschikkingsbevoegdheid over het eigen lichaam.